# Nadesjda Kosjeverova
Nadesjda Kosjeverova (russisk: Наде́жда Никола́евна Кошеве́рова) (født 10. september 1902 i Sankt Petersborg i det Russiske Kejserrige, død 22. februar 1989 i Moskva i Sovjetunionen) var en sovjetisk filminstruktør.

## Filmografi
- Askepot (Зо́лушка, 1947)[1][2]
- Skygger (Тени, 1953)
- Forår i Moskva (Весна в Москве, 1953)
- Tigertæmmeren (Укротительница тигров (Ukrotitelnitsa tigrov)) 1954
- Medovyj mesjats (Медовый месяц, 1956)
- Ostorozjno, babusjka! (Осторожно, бабушка!, 1960)
- Kain XVIII (Каин XVIII, 1963)
- Staraja, staraja skazka (Старая, старая сказка, 1966)
- Skyggen (Тень, 1971)
- Tsarevitj Prosja (Царевич Проша, 1974)
- Kak Ivanusjka-duratjok za tjudom khodil (Как Иванушка-дурачок за чудом ходил, 1977)
- Solovej (Соловей, 1979)
- Oslinaja sjkura (Ослиная шкура, 1982)
- I vot prisjol Bumbo... (И вот пришёл Бумбо…, 1984)
- Skazka pro vljubljonnogo maljara (Сказка про влюблённого маляра, 1987)